# Conisbrough
Conisbrough est une ville du Yorkshire du Sud, en Angleterre. Elle est située au cœur du comté, sur la rivière Don, à mi-chemin entre les villes de Doncaster et Rotherham. Administrativement, elle relève du district métropolitain de Doncaster. Au recensement de 2011, le ward de Conisbrough et Denaby comptait 14 333 habitants.